# 나이절 피어슨
나이절 그레이엄 피어슨(영어: Nigel Graham Pearson, 1963년 8월 21일 ~ )은 잉글랜드의 전 축구 선수이자, 현재 축구 감독이다.

## 선수 수상 경력

### 클럽

#### 셰필드 웬즈데이
- 풋볼 리그 2부 승격: 1990-1991
- 풋볼 리그 컵 우승: 1991

#### 미들즈브러
- 풋볼 리그 1부: 우승 1994-1995, 준우승 1997-1998
- FA컵 준우승:1997
- 풋볼 리그 컵 준우승: 1997, 1998

## 감독 수상 경력

### 클럽

#### 레스터 시티 FC
- 풋볼 리그 1 우승: 2012 3월

### 개인
- 풋볼 리그 1 이달의 감독: 2008년 8월, 2008년 12월
- 풋볼 리그 챔피언십 이달의 감독: 2010년 2월, 2013년 1월, 2014년 1월